# アレクサンドリア暴動 (38年)
アレクサンドリア暴動あるいはアレクサンドリアのポグロム(英語: Alexandrian pogrom)は、38年にローマ帝国のアレクサンドリアで、住民のユダヤ人とギリシア人が衝突した事件。

## 背景
皇帝カリグラは、アエギュプトゥス（エジプト）長官アウルス・アウィリウス・フラックスに不信感を抱いていた。先帝ティベリウスには忠実に従っていたフラックスだったが、彼は、カリグラの母大アグリッピナに対する陰謀に加担しており、エジプトの分離主義勢力ともつながりがあった。

## 暴動
38年、カリグラは抜き打ちでヘロデ・アグリッパをアレクサンドリアに派遣し、フラックスの様子を調査させた。アレクサンドリアのフィロンによれば、アレクサンドリアのギリシア人たちはヘロデ・アグリッパをユダヤ人の王とみなし、嘲った。フラックスはギリシア人とカリグラの機嫌をとろうとして、ユダヤ人住民のシナゴーグに皇帝の像を置いたが、これがユダヤ人の怒りを買い、結果的にアレクサンドリア市内で暴動が発生した。これを受けてカリグラはフラックスを罷免し、処刑した。

## その後
アレクサンドリアでは、40年にもユダヤ人とギリシア人が衝突して暴動が起きている。発端は、ユダヤ人が皇帝を尊崇していないとなじられたことにあった。ヤムニアの街で抗争が勃発し、粘土の祭壇が設置されたことに怒ったユダヤ人たちがこれを破壊した。これに対し、カリグラはユダヤ人の聖域であるエルサレム神殿に自分の像を建立するよう命じ、一神教であるユダヤ教に対し喧嘩を売った。フィロンによれば、カリグラは「ユダヤ人こそ自身に抗する意思を持っている人々だというかのように、彼らを最も疑わしい人々と見なしていた」。
暴動に関する一次文献を残した唯一の人物であるフィロン自身もユダヤ人であり、彼は暴動を目撃した後にユダヤ人の使節団を率いてカリグラの下に赴き、アレクサンドリアで合法的なユダヤ人居住区を再建する許しを願い出た。彼が暴動に触れている文献は2つある。一つ目はイン・フラックム（In Flaccum、「反フラックス」の意）で、全編が暴動に関する記述である。二つ目はレガティオ・アド・ガイウム（Legatio ad Gaium、「ガイウス（カリグラ）への使節」の意で、冒頭において暴動に触れている。後世の研究においては、様々な点において対立意見がみられる。まずユダヤ人たちは市民権を守るために戦ったのか、それともそれを獲得するために戦ったのか。彼らは人頭税の支払いから避けていたのか否か。そして彼らは、ギリシア人やエジプト人に対抗して自分たちのアイデンティティを守ろうとしていたのか否か、などである。

## 事件の名称
サンドラ・ガンベッティは「学者たちはしばしば38年のアレクサンドリアでの事件を、史上最初のポグロムであり、まだその現象の名もない反セム主義の爆発であったとレッテルを貼る」としつつ、彼女の著作The Alexandrian Riots of 38 CE and the Persecution of the Jews (2009)の中では「明示的・非明示的を問わずあらゆる面において、38年のアレクサンドリアの事件を後の近代の……ユダヤ人が経験した……事件と結びつけることを避けた」。というのも彼女によれば、これは「2つの歴史的枠組みを比較する必要がある」だろうからである。
一方で、アーダルベルト・ポラツェクは著書Holocaust, Two Millenia Agoの中でこの事件を「ホロコースト」と呼んでいる。これについてMiriam Pucci Ben Zeevは「ミスリーディングで、方法論的な根拠がない」と批判している。